# Jasper Tournay

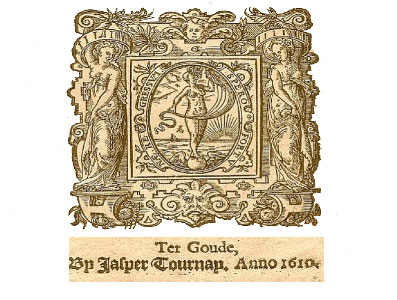
Druckermarke von Jasper Tournay mit seinem Motto Spero fortunae regressum (Ich hoffe, das Glück kehrt zurück)

Jasper Tournay (* um 1560 in Löwen; † 5. Juni 1635 in Gouda) war ein in den südlichen Niederlanden geborener Drucker, der in den nördlichen Niederlanden arbeitete.

## Leben

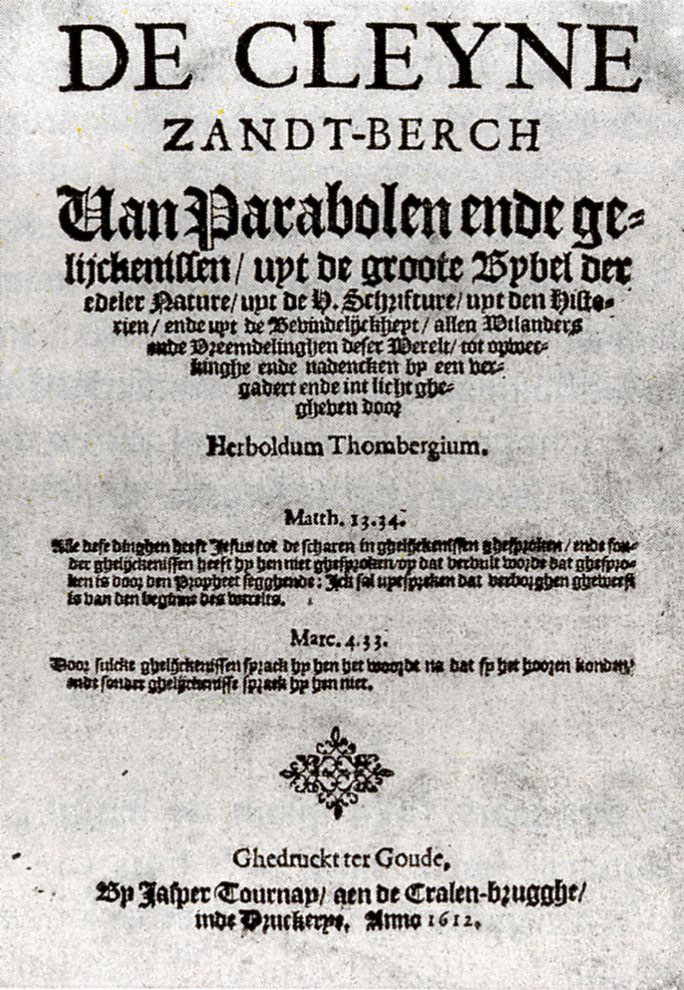
Titelseite eines von Tournay gedruckten Buches mit der Erwähnung seiner Adresse Aen de Cralen-brugghe

Jasper Tournay war ein Sohn des Buchbinders Vincent Tournay. Mit seiner elterlichen Familie zog er 1577 nach Antwerpen. Wo und wann er seine Ausbildung zum Buchdrucker absolvierte, ist nicht bekannt, jedoch verließ er im Jahr 1584 die südlichen Niederlande um sich als Buchdrucker in der Stadt Delft niederzulassen. Dort arbeitete er nur kurze Zeit als Drucker und zog dann nach Gouda, wo das politische Klima liberaler war als in Delft. Hier druckte er viele Werke des Humanisten Dirck Volkertszoon Coornhert (Bild 3), der wie er, seine Heimatstadt Delft gegen das tolerantere Gouda eingetauscht hatte. Um 1594 ging Tournay in Konkurs und zog nach Leiden, wo er als Schriftsetzer im Dienste des Druckers Jan Paedts arbeitete. Im Jahre 1603 sah er die Chance sich in Enkhuizen anzusiedeln, um dort wieder eine Druckerei zu gründen. Von da an zierte ein Druckerzeichen von Vrouwe Fortuna seine Bücher, mit dem Randschriftzug "Spero Fortunae Regressum" (Ich hoffe, das Glück kehrt zurück). 1608 kehrte er als Drucker nach Gouda zurück. Im Jahre 1611 kaufte er ein Gebäude an der Ecke Achter de Vismarkt und Lage Gouwe in der Nähe der Cralinger Brücke, wo er seine Druckerei gründete.

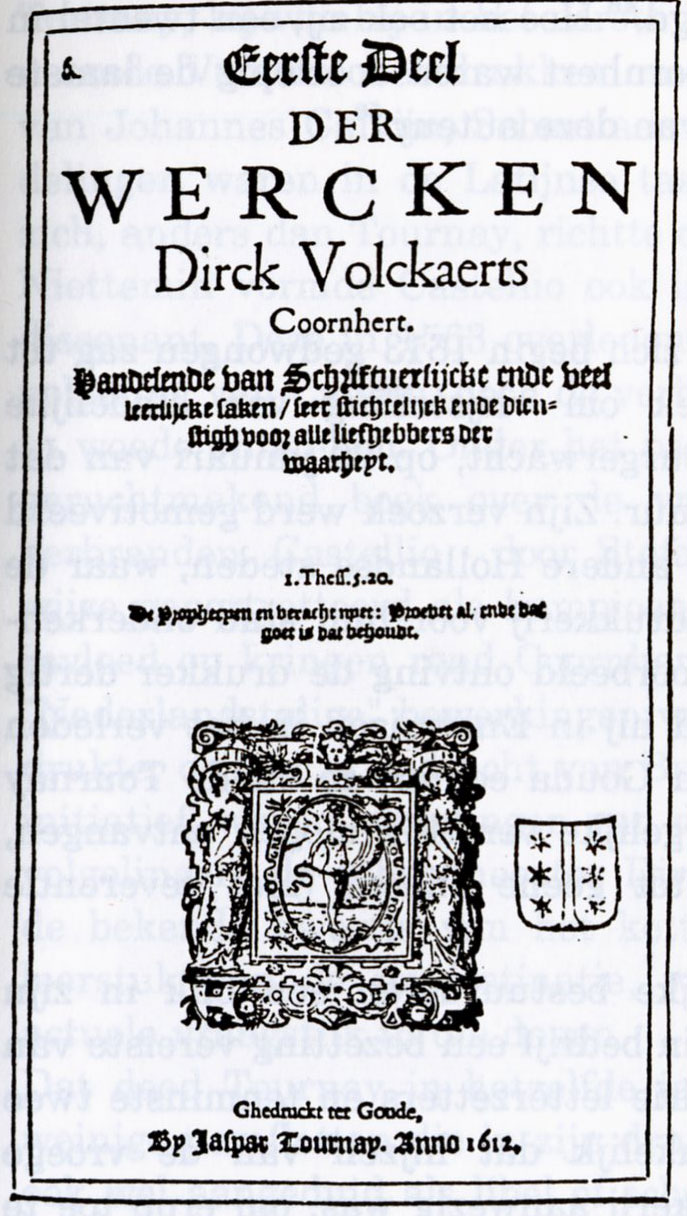
Eerste Deel Der Wercken Dirk Volkaerts Coornhert, gedruckt von Jasper Tournay

Tournay war der Drucker eines umfangreichen Œuvre von Coornhert und Jahre nach seinem Tod druckte er auch dessen gesammeltes Werk. Er wurde hauptsächlich von dem Buchhändler Andries Burier, der auch stellvertretender Direktor der Lateinschule von Gouda war, beauftragt. Die von ihm gedruckten Werke wurden meist von heterodoxen Schriftstellern gedruckt, die von den vorherrschenden Ansichten der calvinistischen Orthodoxie abwichen. So druckte er Werke des Täufers David Joris, der toleranten Theologen Sebastian Franck und Sebastian Castellio und des Professors Konrad von der Vorst. Eine weitere Gruppe, die regelmäßig von seiner Arbeit als Drucker Gebrauch machte, waren die Remonstranten. In dieser Zeit arbeiteten in Gouda einige hochkarätige Remonstranten wie Eduard Poppius (1576/1577–1624), Harboldus Tombergen (1568–1625) und Theodorus Herbers. Mehrere ihrer Schriften wurden von Tournay gedruckt. Er druckte z. B. von Poppius “De Enge Poorte”, von Tombergen “De Cleyne Zandt-Berch” (Bild 2) und von Herbers “Cort ende claer bewijs”. Er druckte auch ein durch Daniel Wittius übersetztes Werk von Jacobus Arminius über die Prädestination.
Als die Remonstranten während der Dordrechter Synode von 1618 bis 1619 besiegt wurden, hatte dies einen großen Einfluss auf die Druckerei von Tournay. Fast alle seine wichtigen Kunden hatten ihm das Sprechen und Schreiben unmöglich gemacht. Einem Plakat der Staaten von Holland und West-Friesland zufolge, war der Druck von Büchern mit bis dahin entstandenen Schriften verboten. Die bisher tolerante Regierung in Gouda erlaubte ihm nicht mehr solche unorthodoxen Bücher zu drucken. Er schaffte es jedoch seine Druckerei mit Kunst und Bravour am Laufen zu halten. In dieser Zeit war er gezwungen, Werke von orthodoxeren Schriftstellern zu drucken. In seiner Karriere als Drucker druckte Tournay auch andere Arten von Werken. Er druckte auch einige poetische Werke des Malers Karel van Mander. Darüber hinaus produzierte er auch verschiedene Gelegenheitsdrucke und druckte einige Schiffsspiele. Jasper Tournay starb im Juni 1635, etwa 75 Jahre alt. Seine Frau war am Tag zuvor gestorben. Beide fielen der damals herrschenden Pestepidemie zum Opfer. Er wurde in der Sint Janskerk (deutsch Sankt Johanneskirche) in Gouda begraben. 

## Familie
Jasper Tournay war seit 1586 in Gouda mit Haensgen, geb. Ariens verheiratet.